# Aartsbisdom Gandhinagar
Het aartsbisdom Gandhinagar (Latijn: Archidioecesis Gandhinagarensis) is een rooms-katholiek aartsbisdom met als zetel Gandhinagar, in India. De aartsbisschop van Gandhinagar is metropoliet van de kerkprovincie Gandhinagar, waartoe ook de volgende suffragane bisdommen behoren:
- Ahmedabad
- Baroda
- Rajkot (Syro-Malabar)

## Geschiedenis
Het aartsbisdom werd opgericht op 11 november 2002, uit delen van het bisdom Ahmedabad. 

## Parochies
Het aartsbisdom had in 2021 een oppervlakte van 29.942 km2 en telde 11.340.000 inwoners waarvan 0,2% rooms-katholiek was.

## Aartsbisschoppen
- Stanislaus Fernandes (11 november 2002 - 12 juni 2015)
- Thomas Ignatius Macwan (12 juni 2015 - heden)

Gandhinagar (aartsbisdom) · Ahmedabad · Baroda · Rajkot (Syro-Malabar)